# NCSM Preserver (AOR 510)
Le NCSM Preserver (AOR 510) est un navire ravitailleur de la classe Protecteur de la Marine royale canadienne des Forces canadiennes. Il s'agit du deuxième navire à porter le nom de Preserver.

## Historique
Le Preserver, deuxième bâtiment de sa classe après le NCSM Protecteur, est assigné aux Forces maritimes de l'Atlantique et son port d'attache est la base des Forces canadiennes Halifax en Nouvelle-Écosse. Il est retiré du service le 21 octobre 2016.